# EGTA (hóa chất)
EGTA (ethylene glycol-bis (β-aminoethyl ether) - N, N, N ', N' axit -tetraacetic), còn được gọi là axit egtazic (INN, USAN), là một axit aminopolycarboxylic, một tác nhân vòng càng. Nó là một chất rắn không màu có liên quan đến EDTA được biết đến nhiều hơn. So với EDTA, nó có ái lực với magiê thấp hơn, khiến nó trở nên chọn lọc hơn đối với các ion calci. Nó rất hữu ích trong các dung dịch đệm giống với môi trường trong các tế bào sống  trong đó các ion calci thường ít hơn một nghìn lần so với magnesi.
pK a để liên kết các ion calci bằng EGTA tetrabasic là 11,00, nhưng các dạng proton không đóng góp đáng kể vào liên kết, vì vậy ở pH 7, p K a rõ ràng trở thành 6,91. Xem Tần và cộng sự. cho một ví dụ về tính toán pKa.
EGTA cũng đã được sử dụng thử nghiệm trong điều trị động vật bị ngộ độc xeri và để tách thorium khỏi khoáng vật monazite. EGTA được sử dụng như một hợp chất trong đệm rửa giải trong kỹ thuật tinh chế protein được gọi là tinh lọc ái lực song song, trong đó protein tổng hợp tái tổ hợp được liên kết với các hạt peaceodulin và rửa giải bằng cách thêm EGTA.
EGTA thường được sử dụng trong nha khoa và nội nha để loại bỏ lớp phết.